# تزامن ثورات الربيع العربي
حصلت اضرابات وثورات الربيع العربي في كل من تونس، مصر، ليبيا، اليمن، سوريا، البحرين وغيرها من الدول العربية. أصبحت بعض الاحتجاجات عنيفة خاصة بعدما تم مواجتها بالقمع مما أدى إلى حصول تغييرات سياسية.

## الجزائر

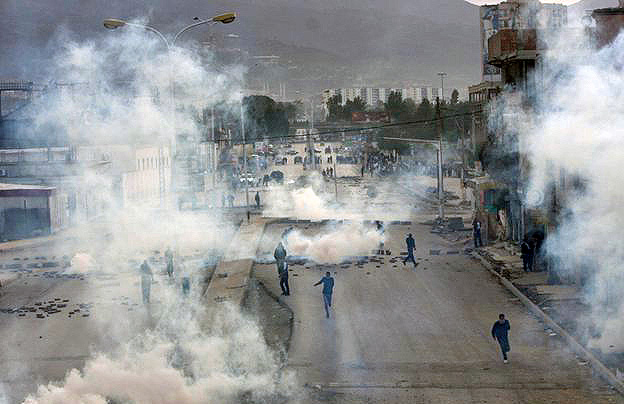
جانب من الاحتجاجات التي حصلت يوم 8 كانون الثاني/يناير 2011 في الجزائر.

في 29 كانون الأول/ديسمبر بدأت احتجاجات سلمية في مدينة الجزائر بسبب نقص المساكن والبطالة وغيرها من الأمور وسرعان ما تطورت الأمور إلى مواجهات عنيفة مع الشرطة. أُصيب خلال تلك الاحتجاجات ما لا يقل عن 53 شخصا فيما ألقت الشرطة القبض على 29 شخصا آخرين. شهدت الفترة ما بين 12 و19 كانون الثاني/يناير موجة من محاولات الانتحار وقتل النفس بداية بمحمد عويشة الذي أشعل النار في نفسه في برج منايل احتجاجا على ظروف عائلته وبخاصة عدم توفرهم على مسكن ثم في 13 كانون الثاني/يناير أحرقَ محمد البوعزيزي نفسه خلال اجتماع مع رئيس بلدية بوخضرة الذي كان غير قادر على تقديم عمل أو منزل للبوعزيزي. توفي البوعزيزي بعد بضعة أيام مما دفع بالمئات من الشباب للخروج والتظاهر احتجاجا على وفاته؛ كل هذه الأحداث المتسارعة عجلت بإقالة حاكم المقاطعة. تلاها 10 محالاوت انتحار على الأقل في ظرف أسبوع واحد. في 22 كانون الثاني/يناير نظم حزب التجمع من أجل الثقافة والديمقراطية مظاهرة من أجل المطالبة بتحقيق الديمقراطية في الجزائر، وعلى الرغم من قانونية التظاهرة إلا أن قوات الشرطة قمعتها واعتقلت حوالي 300 شخص وأعقبتها بسن حالة طوارئ في البلاد لم تُفرض منذ عام 1992. خلال المظاهرة التي تم قمعها؛ تعرّض 42 شخصا لإصابات على يد قوات الأمن تفاوتت بين الطفيفة والخطيرة. في 29 كانون الثاني/يناير تظاهر عشرة آلاف شخص على الأقل في شمال شرق مدينة بجاية.
في محاولة على ما يبدو لدرء الاضطرابات أعلنَ الرئيس عبد العزيز بوتفليقة في 3 شباط/فبراير أن حالة الطوارئ سيتم رفعها في البلاد كما وعد بإنجاز الكثير من المشاريع وقرر اعتماد مجلس للوزراء من أجل رفع حالة الطوارئ. أكد بوتفليقة أيضا في 15 نيسان/أبريل أنه سيسعى للقيام ببعض التنقيحات على دستور البلاد كجزء من أجل إصلاح حالة الديمقراطية في البلاد.
في كانون الثاني/يناير 2012 اندلعت احتجاجات مرة أخرى في جنوب مدينة الأغواط احتجاجا على السكن ومواضيع أخرى. استعملت الشرطة خلال تلك التظاهرة الغاز المسيل للدموع لتفريق المحتجين.

## جيبوتي
بدأت الاحتجاجات في جيبوتي في 28 كانون الثاني/يناير 2011 حيثُ تجمّع حوالي ثلاثمائة شخص للاحتجاجِ سلميا ضد الرئيس إسماعيل عمر جيلي في مدينة جيبوتي وحثه على عدم الترشح لولاية أخرى. طالبَ المتظاهرونَ أيضًا بمزيدٍ من الحرية فضلا عن الإصلاح السياسي والاجتماعي. عرفت وتيرة الاحتجاجات قفزة نوعيّة حيث احتشدَ الآلاف ضد الرئيس في الأيام الموالية في في الموقع ذاته وتوعدوا بعدمِ الانسحاب منه ما لم تُحقق الحكومة والدولة مطالبهم. بحلول 18 شباط/فبراير؛ تجمّع ما يُقدر بنحو 30,000 دجيبوتيًا في وسط العاصمة للاحتجاجِ ضد الرئيس مؤكدين أن التغيير الدستوري الذي حصلَ العام السابق غير قانوني بل جلّ ما فعل هو أنهُ سمح للرئيس بولاية ثالثة غير قانونية. تحوّلت تلكَ المظاهرات السلميّة إلى اشتباكات مع الشرطة مما تسبب في مقتل شخصين على الأقل وجُرح العديد بعدما استخدمت الشرطة الذخيرة الحية والغاز المسيل للدموع ضد المحتجين. زادت الاحتجاجات ما بينَ 19 و24 شباط/فبراير لكنّ الشرطة قمعتها بالعنف واعتقلت قادة الحِراك وقادة المعارضة أيضًا فلم تحدث لا مظاهرات ولا احتجاجات منذ ذلك الحين.

## إيران
وفقًا لما نقلتهُ قناة العربية وصحيفة الجارديان فقد شهدت محافظة خوزستان في إيران احتجاجات واسعة نظمتها الأقليّة العربية ضمنَ ما سمتهُ «يوم الغضب». تركزت الاحتجاجات في مدينة الأحواز عاصمة محافظة خوزستان وتُعد أقوى وأعنف احتجاجات تشهدها المدينة منذُ اضطرابات الأحواز قبلَ ستّ سنوات. طالب المتظاهرون في الاحتجاجات السلميّة التي نظموها بالمزيد من الحقوق الإنسانية فضلا عن الاستقلال. تحولت الاحتجاجات إلى أعمال عنف بعدما تدخلَ الحرس الثوري على الخط مُستخدمًا الغاز المسيل للدموع والرصاص الحيّ في تفريقه للمظاهرات. حسب ما نقلتهُ قناة العربية عن بعض الشهود العيان فإنّ قوات الأمن الإيرانية قد حاصرت المدينة بالكامل منذُ بداية التظاهرات كما عملت على فضها بالقوة مما تسبب في مقتل 15 شخصًا وجرح العشرات. في المُقابل نقلت جريدة الجارديان عن مصدر مطلع أنّ عدد القتلى بلغَ 22 شخصًا وهذا ما أكدتهُ شيرين عبادي في رسالة إلى الأمم المتحدة.

## إسرائيل
استخدم الفلسطينيون الفيسبوك للمطالبة بالاحتجاجات الجماهيرية في جميع أنحاء المنطقة في 15 مايو 2011، وهو الاحتفال السنوي الثالث والستين لخروج الفلسطينيين، المعروف محليًا باسم يوم النكبة. صفحة تدعو إلى «انتفاضة فلسطينية ثالثة» تبدأ في 15 مايو / أيار حصدت أكثر من 350,000 «إعجاب» قبل أن يمحوها مدراء الفيسبوك في نهاية مارس بعد شكاوى من الحكومة الإسرائيلية بأن الصفحة شجعت العنف. تدعو هذه الصفحة إلى تنظيم مسيرات واسعة إلى فلسطين من مصر ولبنان وسوريا والأردن لإحياء ذكرى النكبة والمطالبة بحق العودة لجميع اللاجئين الفلسطينيين. حاول فلسطينيون من مصر والأردن ولبنان وسوريا وقطاع غزة والضفة الغربية الوصول إلى الحدود الإسرائيلية وعبرها. ومع ذلك، تم توقيفهم جميعا وقتل 12 في اشتباكات مع قوات الأمن الإسرائيلية. كما بذلت قوات الأمن اللبنانية جهودًا، بما في ذلك استخدام النيران الحية وفقًا لبعض التقارير، لمنع المتظاهرين من الاقتراب من الحدود الإسرائيلية. وجرح ما يقرب من 300 شخص بينهم 13 جنديًا إسرائيليًا. كانت هناك أيضا اشتباكات عبر القدس الشرقية.
في 5 يونيو / حزيران، قُتل 23 متظاهراً سورياً وأصيب أكثر من مائة بجروح على أيدي القوات الإسرائيلية بعد محاولتهم الدخول إلى الجزء الذي تسيطر عليه إسرائيل من مرتفعات الجولان. وحذر جنود إسرائيليون عبر مكبرات الصوت من أن الناس الذين يلوحون بالاعلام الفلسطينية المتدفقة نحو الحدود «سيقتلون كل من يحاول عبور الحدود.» عندما حاول المتظاهرون قطع الأسلاك الشائكة على بعد عدة أمتار من السياج الحدودي، فتحت القوات الإسرائيلية النار. وشوهد العديد من الأشخاص وهم ينقلون على نقالات. في أعقاب ذلك، بدأ الآلاف اعتصامًا بالقرب من الحدود،  مما أدى إلى قيام قوات الأمن السورية بإنشاء منطقة عازلة أمنياً لمنع المزيد من المتظاهرين من الاقتراب من الحدود. الرئيس اللبناني ميشيل سليمان اتهم إسرائيل بالإبادة الجماعية بسبب الحادث،  أدان المفوض السامي للأمم المتحدة لحقوق الإنسان نافانيثيم بيلاي استخدام قوات الدفاع الإسرائيلية للقوة ضد المتظاهرين المدنيين غير المسلحين،  ودعا الحزب السوري القومي الاجتماعي إلى رد دولي على الحادث، واصفا إياه بـ «مجزرة». ووصفت متحدثة عسكرية إسرائيلية العنف بأنه «محاولة لتحويل الانتباه الدولي عن حمام الدم المستمر في سوريا». زعم مايكل فايس، المتحدث باسم جريدة الصحافة، أنه تلقى وثائق حكومية سورية مسربة تظهر أن الحكومة السورية نظمت يوم النكبة الاحتجاجات للفت الانتباه بعيدا عن الانتفاضة في سوريا. وقال المتحدث باسم وزارة الخارجية الأمريكية مارك تونر إن الولايات المتحدة تعتقد أن حكومة الرئيس بشار الأسد تدعم بنشاط الاحتجاجات الفلسطينية بالقرب من الحدود الإسرائيلية.

## خوزستان الإيرانية
في خوزستان الإيرانية، بحسب العربية السعودية،  ولبناني يلبنان، والجارديان،  كانت هناك احتجاجات واسعة النطاق، أعلن عنها بـ «يوم الغضب» من قبل الأقلية العربية بالأهواز،  في مدينة الأحواز - عاصمة إقليم خوزستان، وبالقرب من بلدة الحميدية كان المتظاهرون «يطالبون بمزيد من الحقوق والمزايا الإنسانية»، بالإضافة إلى الاستقلال. استخدم الحرس الثوري الغاز المسيل للدموع لتفريق المظاهرات، بينما كان يستخدم الرصاص الحي في بعض الأحياء. وذكرت العربية أنه عندما بدأت الاحتجاجات، كانت المدينة محاصرة من قبل قوات الأمن الإيرانية، التي «فضت المظاهرات بالقوة»، وأن «15 شخصًا من الأهواز قتلوا وجرح العشرات». ذكرت الجارديان أن نسبة الضحايا في 12 من السنة العرب الناطقين باللغة العربية، استناداً إلى رسالة شيرين عبادي إلى الأمم المتحدة.

## العراق
في محاولة لمنع الاضطرابات، أعلن رئيس الوزراء العراقي نوري المالكي أنه لن يرشح نفسه لولاية ثالثة في عام 2014. ومع ذلك، تجمع مئات المتظاهرين في العديد من المناطق الحضرية الرئيسية (لا سيما بغداد وكربلاء) في 20 فبراير، مطالبين بنهج أكثر فعالية للأمن القومي، والتحقيق في قضايا الفساد الفيدرالي، فضلا عن زيادة مشاركة الحكومة في جعل الخدمات العامة عادلة ويمكن الوصول إليها. ردا على ذلك، وعدت الحكومة بدعم تكاليف الكهرباء.
أفادت صحيفة هاآرتس الإسرائيلية أن رجلاً يبلغ من العمر 31 عاماً في الموصل قد توفي بسبب التضحية بالنفس، وذلك احتجاجاً على ارتفاع معدلات البطالة. كما ذكرت صحيفة هآرتس أن «ثورة الغضب العراقية» المزمع عقدت في 25 فبراير بالقرب من المنطقة الخضراء.
في 16 فبراير، استولى ما يصل إلى 2000 متظاهر على مبنى مجلس المحافظة في مدينة الكوت. وطالب المتظاهرون باستقالة حاكم الإقليم بسبب الافتقار إلى الخدمات الأساسية مثل الكهرباء والمياه. قتل ما يصل إلى ثلاثة أشخاص وأصيب 30. في 24 فبراير / شباط، شهدت الحويجة والموصل وبغداد احتجاجات عنيفة.
خلال شهري يوليو وأغسطس من عام 2015، اندلعت الاحتجاجات في بغداد والبصرة ومدن عراقية أخرى مطالبة بالإصلاحات لتحسين أداء الحكومة، والحد من الطائفية، ومحاربة الفساد. وردا على ذلك، وافق رئيس الوزراء حيدر العبادي والبرلمان العراقي على إصلاحات تقلل من حجم الحكومة، والقضاء على المناصب الحكومية المختلفة، ودمج الوزارات، وإزالة الكوتا الطائفية في التعيينات السياسية. وقد حدثت هذه الاحتجاجات أثناء الحرب الأهلية العراقية والتدخل العسكري ضد داعش، والتي كانت في معظمها تدور في شمال العراق.

## الأردن
في 14 يناير، بدأت الاحتجاجات في العاصمة عمان، وكذلك في معان، والكرك، والملح، وإربد، والمستوطنات الأخرى. الاحتجاجات التي قادها النقابيون والأحزاب اليسارية، وقعت بعد صلاة الجمعة، ودعت حكومة رئيس الوزراء سمير الرفاعي إلى التنحي. قالت جماعة الإخوان المسلمين و 14 نقابة عمالية إنها ستعقد احتجاجًا خارج البرلمان في اليوم التالي «لإدانة السياسات الاقتصادية للحكومة». في أعقاب الاحتجاج، عكست الحكومة ارتفاع أسعار الوقود،  لكن خمسة آلاف تظاهروا في 21 يناير في عمان على الرغم من هذا الجهد للتخفيف من البؤس الاقتصادي الأردني.
في 1 فبراير / شباط، أعلن القصر الملكي أن الملك عبد الله أقال الحكومة بسبب احتجاجات الشوارع، وطلب من معروف البخيت، وهو جنرال سابق بالجيش، تشكيل حكومة جديدة. وشجع الملك عبد الله بخيت «باتخاذ خطوات سريعة وملموسة وعملية لإطلاق عملية إصلاح سياسي حقيقي». وأضاف الملك أن الإصلاحات يجب أن تضع الأردن على الطريق «لتعزيز الديمقراطية»، وتزود الأردنيين «بحياة كريمة يستحقونها». لم تنجح هذه الخطوة في إنهاء الاحتجاجات التي بلغت ذروتها مع ارتفاع ما بين 6,000 و 10,000 أردني في 25 فبراير. أُقيم في 24 مارس / آذار في مخيم جمال عبد الناصر في وسط عمان معسكر احتجاجي يقوده طلاب ينادون بإصلاحات ديمقراطية،  لكن شخصًا واحدًا على الأقل قُتل وأصيب أكثر من 100 شخص في اليوم التالي بعد أن اشتبك رجال الأمن الموالون للحكومة مع المتظاهرين. في المخيم، مما اضطر الشرطة للتدخل. وأصبحت هذه الاشتباكات وتدخلات الشرطة المتأخرة سمة مميزة للاحتجاجات الأردنية، مع تجمع كبير في وسط عمان المخطط له في 15 يوليو تم إخراجه عن طريق مؤيدي النظام الحربي.
تحت ضغط من مظاهرات الشوارع، دعا البرلمان إلى الإطاحة بحكومة البخيت. أقال الملك عبدالله بخيت وحكومته وعين شوكت الخصاونة لرئاسة الحكومة الجديدة في 17 أكتوبر. مع استمرار الاحتجاجات حتى عام 2012، استقال الخصاونة، وعين الملك فايز الطراونة رئيسًا جديدًا للوزراء.

## الكويت
بدأت الاحتجاجات من قبل بدو عديمي الجنسية (متميزة عن البدو) في يناير وفبراير، بالتزامن مع العديد من الاحتجاجات في المنطقة. بحلول يونيو، ازداد حجم الاحتجاجات من عشرات إلى مئات.
تظاهر الآلاف في سبتمبر،  وفي أكتوبر، قام عمال النفط بالإضراب. استمرت الاحتجاجات في أكتوبر، وكانت هذه أكبر المظاهرات منذ بداية الاضطرابات في وقت مبكر من السنة. رداً على ذلك، قال رئيس الوزراء ناصر محمد الأحمد الصباح إن الاحتجاجات «كانت تسير بعيداً» وهددت الأمن.
في أواخر 16 نوفمبر، احتل المتظاهرون الجمعية الوطنية للكويت لعدة دقائق واحتشدوا في ساحة العرادة القريبة. ووصف الأمير صباح الأحمد الجابر الصباح الاحتلال القصير بأنه «خطوة غير مسبوقة على طريق الفوضى وغياب القانون».
كان من المقرر تنظيم أكبر احتجاج سياسي في تاريخ الكويت في 28 تشرين الثاني / نوفمبر للضغط على رئيس الوزراء للاستقالة، لكنه قدم هو ومجلس الوزراء استقالته إلى الأمير قبل ساعات من ذلك. وفي أواخر شهر نوفمبر، اختار الأمير وزير الدفاع الشيخ جابر الحمد الصباح رئيسًا جديدًا للوزراء، ليحل مكان الشيخ ناصر المحمد الصباح الذي قضى فترة طويلة، وقد نجا من عدة أصوات حجب الثقة في البرلمان وكان هدفاً لجماعات معارضة تدعو لفصله.

## لبنان

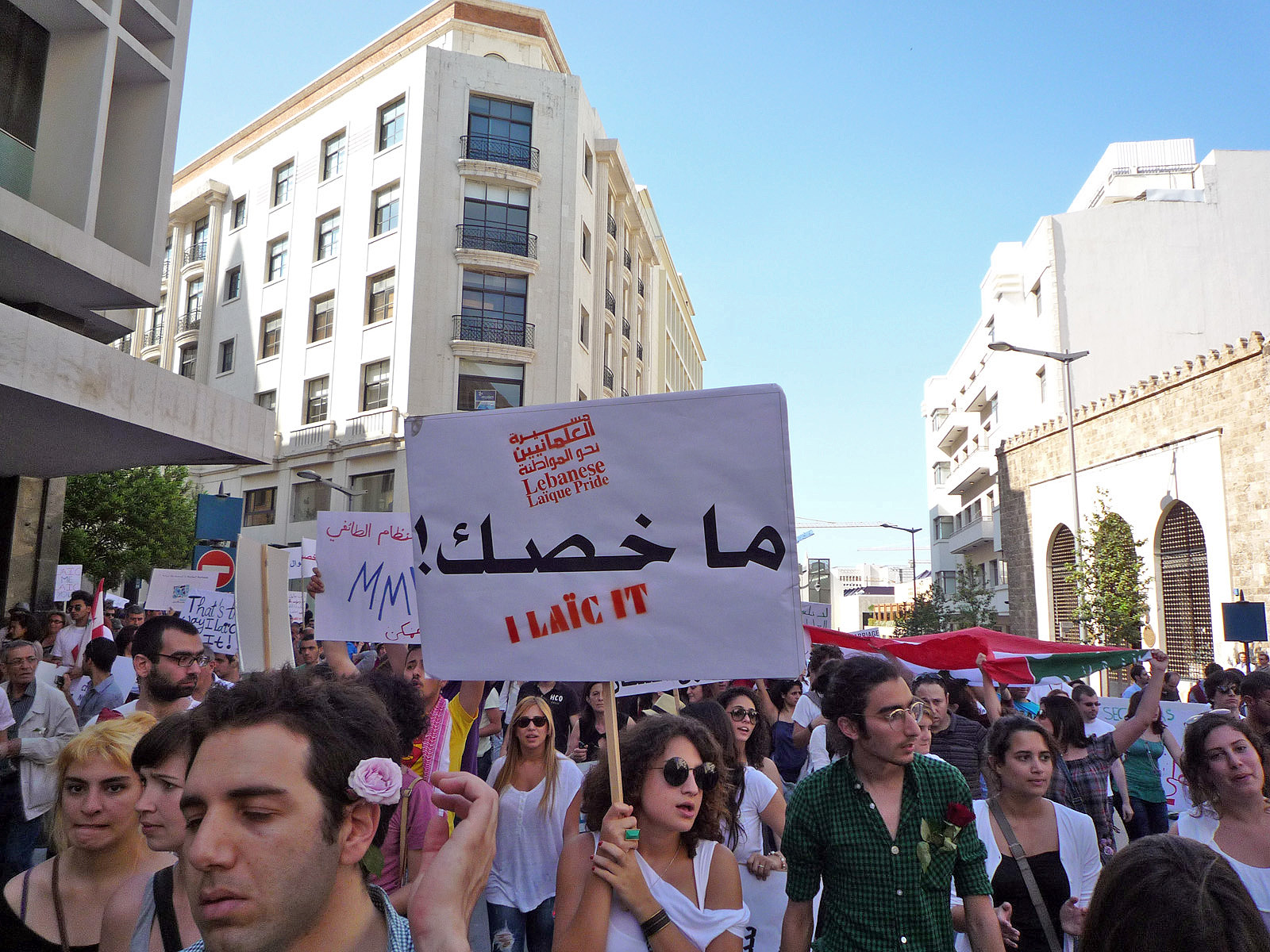
احتجاج سلمي في لبنان يطالب بالعلمانية.

في عام 2011، احتشد المئات من المتظاهرين في بيروت في 27 فبراير في مسيرة يشار إليها باسم «الكبرياء اللاوية»، داعين إلى إصلاح النظام السياسي الطائفي في البلاد. في نفس الوقت، حدث اعتصام سلمي في صيدا. في 13 مارس، دعا عشرات الآلاف من أنصار تحالف 14 آذار إلى نزع سلاح حزب الله في بيروت، رافضين تفوق سلاح حزب الله على الحياة السياسية. كما أظهروا دعمهم للمحكمة الخاصة بلبنان المدعومة من قبل الأمم المتحدة بعد سقوط حكومة الحريري وإنشاء حكومة ميقاتي.
كما انتشرت الانتفاضة السورية والصراع الناتج عبر الحدود إلى لبنان. ارتبط نزاع عام 2012 في لبنان بالمصادمات الطائفية العنيفة بين الموالين للأسد، الذين كانوا في معظمهم من الميليشيات العلوية، ومعاداة الأسد، الذين كانوا في معظمهم من المسلحين اللبنانيين السنة في جميع أنحاء لبنان. في مايو / أيار 2012، توسع النزاع في معظم أنحاء لبنان، ويرتبط بالثورة في سوريا المجاورة، متصاعداً من المواجهات الطائفية السابقة في طرابلس، شمال لبنان في يونيو / حزيران 2011 وفبراير / شباط 2012. منذ مايو / أيار 2012، مات العشرات في الاشتباكات وأصيب المئات بجروح. .

## موريتانيا
في موريتانيا، أحرق يعقوب ولد داهود، أحد المتظاهرين، نفسه بالقرب من القصر الرئاسي في 17 يناير، في معارضة لسياسات الرئيس محمد ولد عبد العزيز  ، الذي تولى السلطة منذ عام 2009. وفي الأسبوع التالي، خرج مئات الناس إلى شوارع نواكشوط، العاصمة. استقال عمدة مدينة أوجفت، محمد المختار ولد أحمين عمار، من الحزب الحاكم من أجل دعم ما أسماه «القضية العادلة للشباب». بالإضافة إلى نواكشوط، نظمت مدن مثل عطار وزواريت وألغ احتجاجات متقطعة. على الرغم من التنازلات الاقتصادية الصغرى من جانب السلطات، في 25 أبريل / نيسان خرج المتظاهرون مرة أخرى إلى الشوارع للدعوة إلى استقالة رئيس الوزراء، مولاي ولد محمد لغداف.

## المغرب

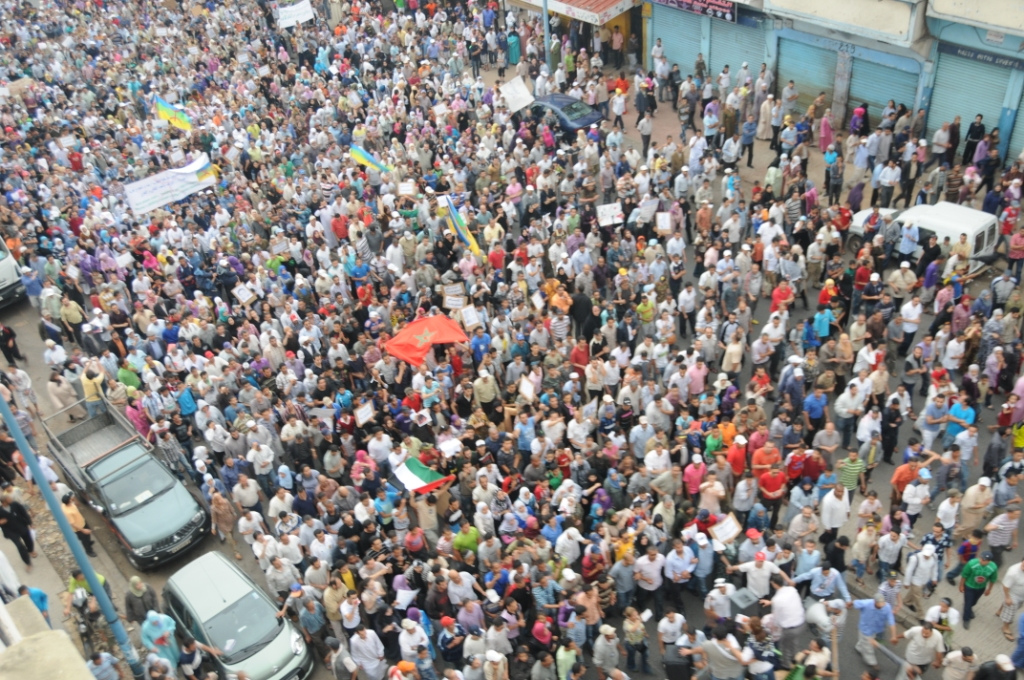
تجمع الآلاف من المتظاهرين في الدار البيضاء

في أوائل فبراير 2011، عقدت احتجاجات في الرباط وفاس وطنجة تضامنا مع الثورة المصرية. في وقت لاحق، تم التخطيط ليوم من الاحتجاج لصالح الإصلاح الدستوري المغربي والعدالة الاجتماعية في 20 فبراير والإعلان على مواقع التواصل الاجتماعي. من بين مطالب المنظمين أن الدور الدستوري للملك يجب «تقليص حجمه الطبيعي». وزير الداخلية الطيب الشرقاوي أكد على حق الاحتجاجات. في 20 فبراير، شارك حوالي 37,000 شخص في مظاهرات عبر المغرب، وفقًا لمصادر حكومية. وشابت بعض الاحتجاجات أعمال عنف وأضرار في الممتلكات. في الحسيمة، توفي خمسة أشخاص بعد أن أضرم المحتجون النار في أحد البنوك. في 26 فبراير، تم تنظيم مظاهرة أخرى في الدار البيضاء.
وفي 9 آذار / مارس، أعلن الملك محمد، في خطاب مباشر متلفز، أنه سيبدأ إصلاحا دستوريا شاملا يهدف إلى تحسين الديمقراطية وسيادة القانون. ووعد بتشكيل لجنة للعمل على التعديلات الدستورية، والتي من شأنها تقديم مقترحات له بحلول يونيو، وبعد ذلك سيتم إجراء استفتاء على مسودة الدستور.
في 20 مارس، تم تنظيم مظاهرة أخرى في الدار البيضاء بمناسبة نهاية الشهر الأول منذ مظاهرات 20 فبراير الأصلية والحفاظ على الضغط من أجل الإصلاح. وطالب المتظاهرون، الذين بلغ عددهم 20.000، باستقالة عدد من كبار السياسيين، بمن فيهم رئيس الوزراء عباس الفاسي، الذي اعتبروه فاسد. في نفس اليوم، تظاهر حوالي 6000 شخص في الرباط.
في يونيو، تم إجراء استفتاء حول تغييرات على الدستور ، والذي أصبح قانونًا في 13 سبتمبر. شعر بعض المتظاهرين بأن الإصلاحات لم تكن كافية. في 18 سبتمبر ، تظاهر 3000 شخص في الدار البيضاء و 2000 في طنجة ، مطالبين بإنهاء دور الملك كرئيس للجيش والشؤون الدينية. في أكتوبر / تشرين الأول ، تظاهر نحو 50 إماماً في الرباط ضد سيطرة الدولة على أنشطتهم.
أجريت الانتخابات على أساس الدستور الجديد في نوفمبر / تشرين الثاني 2011، مع تخصيص قوائم انتخابية للمرشحين الشبان والنساء ومع منصب رئيس الوزراء ، الذي كان في السابق تعيين الملك ، تقررأن يصبح نتيجة التصويت.

## عمان

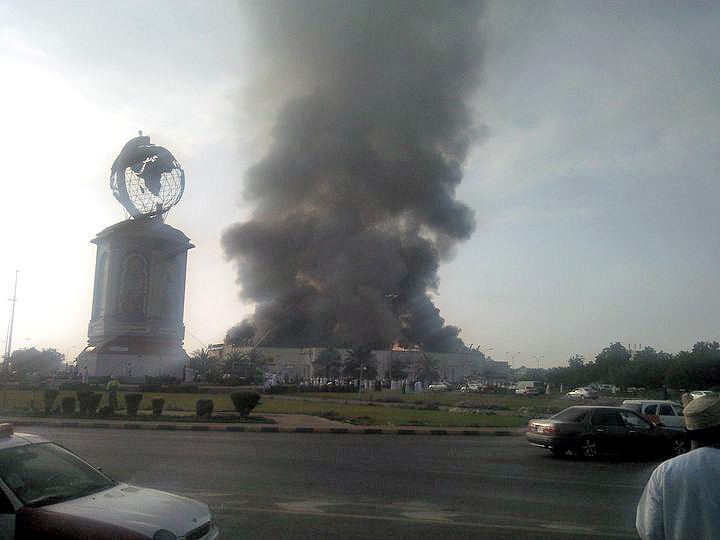
أحرق المتظاهرون لولو هايبرماركت في صحار ، عمان في 28 فبراير 2011

في دول مجلس التعاون الخليجي، قام 200 متظاهر بمسيرة في 17 يناير / كانون الثاني 2011، مطالبين بزيادة الرواتب وخفض تكاليف المعيشة. صدم الاحتجاج بعض الصحفيين ، الذين ينظرون عمومًا إلى عمان على أنها «بلد مستقر ونشط سياسياً». وحدثت احتجاجات سلمية متجددة في 18 فبراير ، حيث طالب 350 متظاهرا بإنهاء الفساد وتحسين توزيع عائدات النفط. بعض المتظاهرين حملوا لافتات تحمل شعارات دعم للسلطان.
في 26 فبراير ، دعا المحتجون في صحار إلى المزيد من الأعمال. في اليوم التالي ، تصاعدت التوترات بين المحتجين فتم حرق المتاجر والسيارات. وردت الشرطة باستخدام الغاز المسيل للدموع لاحتواء وتفريق حشود المحتجين. امتدت المظاهرات أيضًا إلى منطقة صلالة، حيث ورد أن المتظاهرين كانوا يخيمون خارج منزل حاكم المقاطعة منذ 25 فبراير. في صحار ، ادعى شهود أن اثنين من المتظاهرين قتلوا عندما أطلقت الشرطة الرصاص المطاطي لتفريق الحشود. كما أفاد شهود عيان بأن المحتجين قاموا بإحراق مركز للشرطة وكذلك منزل وإلى (حيث يقيم ممثل السلطان حتى صحار). وأصر المحتجون العمانيون على أنهم لا يتحدون حكم السلطان قابوس، الذي كان في السلطة منذ عام 1970، ولكنهم كانوا ينادون فقط بالوظائف والإصلاح. حتى اعتذر المتظاهرون للسلطان بسبب سماحهم بأعمال العنف التي وقعت في مدينة صحار يوم 28 فبراير 2011.
واصل السلطان حملته الإصلاحية بحل وزارة الاقتصاد الوطني ، وإنشاء لجنة تدقيق حكومية ، ومنح إعانات الطلاب والبطالة ، ورفض عشرات الوزراء ، وإعادة تشكيل وزارته ثلاث مرات. بالإضافة إلى ذلك ، يتم توفير ما يقرب من 50000 فرصة عمل في القطاع العام ، بما في ذلك 10,000 وظيفة جديدة في شرطة عمان الملكية.) كما قامت وزارة القوى العاملة العمانية بإخراج العديد من الشركات (العامة والخاصة) لوضع خطط التوظيف الخاصة بها. . كما شرع الجيش السلطاني العماني في توظيف العمالة عن طريق نشر إعلانات التوظيف في الصحف ، إلخ. جهود الحكومة استهدفت المتظاهرين ، وعمان لم تشهد مظاهرات كبيرة منذ مايو / أيار 2011، عندما كانت الاحتجاجات العنيفة على نحو متزايد في صلالة ضعيفة.

## فلسطين
في الضفة الغربية، منعت السلطة الوطنية الفلسطينية المظاهرات لدعم المتظاهرين في تونس ومصر. وفي 3 فبراير / شباط ، فرقت الشرطة الفلسطينية مظاهرة مناهضة لمبارك في وسط مدينة رام الله، واعتقلت أربعة أشخاص ، وصادرت مصوراً لأحد المصورين ، ورد أيضاً أنها كانت تضرب المتظاهرين. سمح بمظاهرة أصغر مؤيدة لمبارك في المنطقة نفسها وكانت تحت حراسة الشرطة.
في 1 فبراير 2011، أعلنت السلطة الفلسطينية أنها ستجري انتخابات بلدية في يوليو. وذكرت صحيفة هاآرتس الإسرائيلية أن هذا الإعلان كان رد فعل على الاحتجاجات المناهضة للحكومة في مصر. تم تأجيل الانتخابات إلى 22 أكتوبر 2011، ثم تم تعليقها إلى أجل غير مسمى بسبب انقسام داخلي داخل السلطة الفلسطينية حول المرشحين للعديد من البلديات والمجالس ، والمخاوف من أن مؤيدي حماس سيدعمون معارضي السلطة الفلسطينية. في 14 فبراير 2011، وسط دعوات عربية للإصلاح ، قدم رئيس وزراء السلطة الفلسطينية سلام فياض استقالته إلى جانب حكومة حكومته للرئيس محمود عباس. بعد التشاور مع الفصائل والمؤسسات الأخرى وجماعات المجتمع المدني ، طلب عباس منه تشكيل حكومة جديدة. التعديل الذي طال انتظاره من قبل فياض وكذلك أعضاء في حركة فتح التي يتزعمها عباس.
في 15 أكتوبر / تشرين الأول في قطاع غزة ، تم تنظيم مظاهرة مناهضة للأسد تعبيراً عن التضامن مع اللاجئين الفلسطينيين في سوريا المتضررين من الاضطرابات التي وقعت هناك في قطاع غزة، وحضرها 150 شخصاً. قامت قوات شرطة حماس بتفريق المظاهرة ، بدعوى أنها قامت بدون تصريح.

## المملكة العربية السعودية

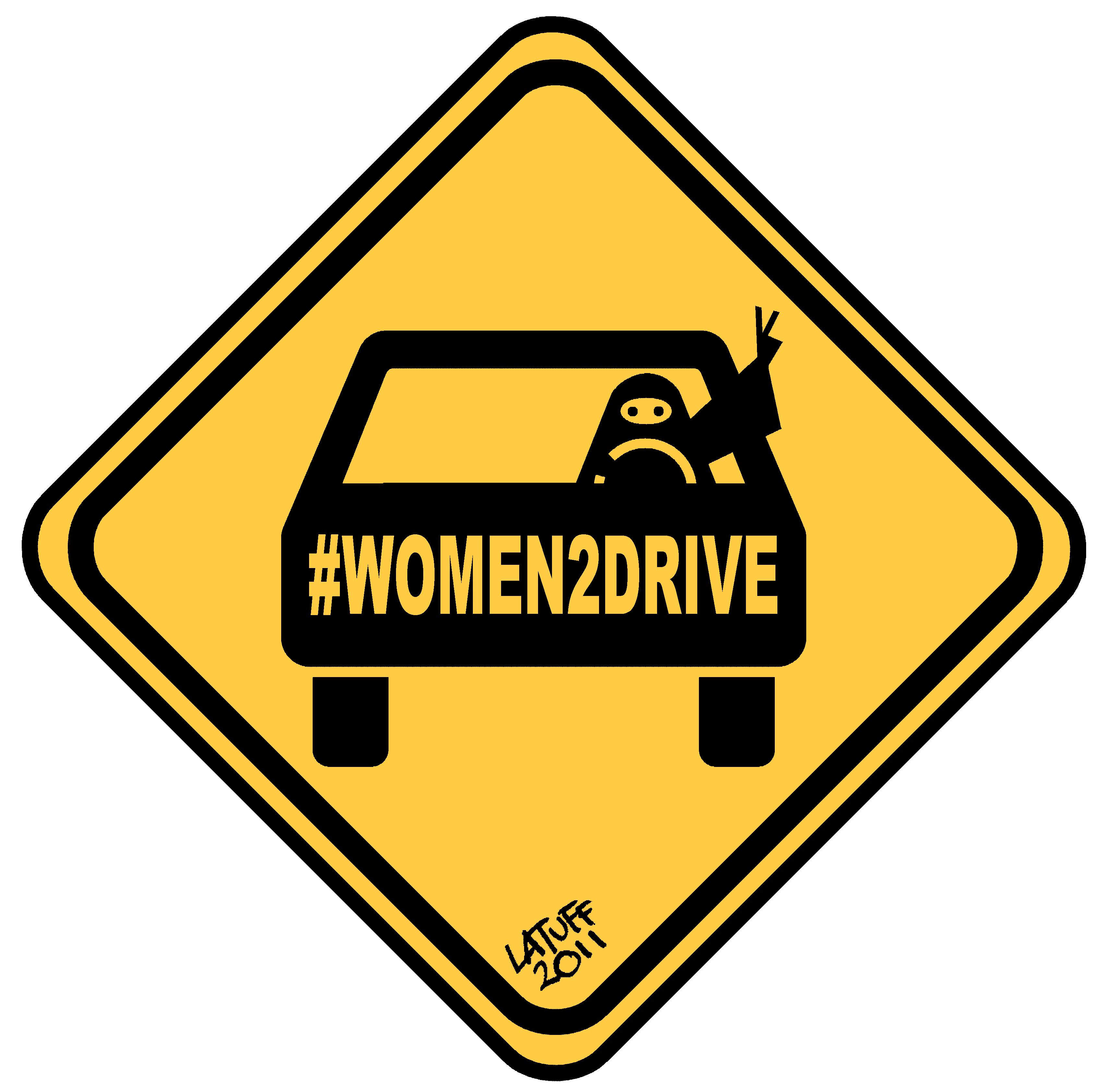
ملصق لنساء المملكة العربية السعودية للقيادة ، والعمل الفني من قبل كارلوس لاتوف.

بدأت الاحتجاجات بقتل رجل يبلغ من العمر 65 عامًا في سمتاح بجيزان في 21 يناير واحتجاجات مكونة بضع مئات من الأشخاص في أواخر يناير في جدة  وعدة مرات طوال فبراير وأوائل مارس في مدن القطيف والعوامية والرياض والهفوف. واحد من المنظمين الرئيسيين عبر الإنترنت لـ 11 مارس «يوم الغضب» المخطط له ، فيصل أحمد عبد الأحد  (أو عبد الأحد ، )، زعم أنه قتل من قبل قوات الأمن السعودية في 2 مارس ،  في نفس الوقت الذي كانت إحدى مجموعات الفيس بوك التي ناقشت هذه الخطط لديها أكثر من 26000 عضو.
وقعت احتجاجات صغيرة على حقوق العمال في أبريل 2011 أمام مباني الوزارات الحكومية في الرياض ، الطائف وتبوك. الاحتجاجات ، المكونة أساسا من المتظاهرين الشيعة ،  وقعت في القطيف والمدن الأصغر في المنطقة الشرقية مثل العوامية ، وزاد الهفوف في أبريل ومايو ،  استمرت حتى عام 2011. طالب المتظاهرون بالإفراج عن السجناء ، لأن قوة درع الجزيرة سيتم سحبها من البحرين،  من أجل التمثيل المتساوي في المكاتب الرئيسية والإصلاحات في المناصب السياسية ، كما هم يشعرون بالتهميش. قُتل أربعة متظاهرين على أيدي السلطات السعودية في أواخر نوفمبر / تشرين الثاني . استمرت الاحتجاجات في أوائل عام 2012  ، وقتل عصام محمد أبو عبد الله رميا بالرصاص من قبل قوات الأمن في العوامية في 12  أو 13  يناير ، مما أدى إلى جنازة قوية مكونة من 70,000  وعدة أيام من الاحتجاجات بشعارات ترددت ضد بيت آل سعود ووزير الداخلية ، نايف، ولي عهد المملكة العربية السعودية. قُتل منتصر سعيد العبد بالرصاص في 26 يناير / كانون الثاني.
نظّمت النساء حملة علي «فيسبوك» للنساء من أجل التصويت لصالح «البلدي»، مشيرة إلى أن القانون السعودي يمنح النساء حقوقاً انتخابية. في أبريل / نيسان 2011، حاولت النساء في جدة والرياض والدمام التسجيل كنائبات للانتخابات البلدية في 29 سبتمبر / أيلول على الرغم من أن المسؤولين قالوا إن النساء لا يمكنهن المشاركة. في مايو / أيار ويونيو / حزيران ، نظمت منال الشريف ونساء أخريات حملة  الحق في القيادة ، مع اتخاذ الإجراء الرئيسي في 17 يونيو / حزيران. قادت الشريف سيارة في مايو واعتقل في 22 مايو ومن 23 إلى 30 مايو. من 17 يونيو إلى أواخر يونيو ، تم توثيق سبعين حالة من حالات قيادة النساء. في أواخر سبتمبر ، حُكم على شيماء جاستانيا بالجلد 10 جلدة بسبب القيادة في جدة ، بعد فترة وجيزة من إعلان الملك عبد الله عن مشاركة المرأة في الانتخابات البلدية لعام 2015 والأهلية كأعضاء في الجمعية الاستشارية ؛ نقض الملك عبد الله الحكم.

## السودان
في 30 يناير 2011، وقعت احتجاجات في الخرطوم والعبيد. في الخرطوم، اشتبكت الشرطة مع المتظاهرين في وسط المدينة وفي جامعتين على الأقل. نظم المتظاهرون الاحتجاجات على مواقع التواصل الاجتماعي عبر الإنترنت منذ الاحتجاجات التونسية في الشهر السابق. وقال حسين خوجلي ، رئيس تحرير صحيفة الوطن ، إن ابنته اعتقلت لتنظيم الاحتجاج عبر الفيسبوك ، وتم اعتقال نجلي الزعيم المعارض الفاضل مبارك الفاضل بينما كانا في طريقهما إلى الاحتجاج الرئيسي. وحذرت الصحف الموالية للحكومة من أن الاحتجاجات ستسبب الفوضى. ودعا بعض المتظاهرين الرئيس عمر البشير إلى التنحي. وقال نشطاء إن عشرات الأشخاص قد تم اعتقالهم. وجاءت الاحتجاجات في اليوم نفسه حيث أشارت النتائج الأولية لاستفتاء الاستقلال إلى أن 99٪ من جنوب السودان صوتوا لصالح الانفصال. توفي أحد الطلاب في المستشفى في نفس الليلة من الإصابات التي تلقتها في المصادمات. وألقى الطلاب الحجارة على ضباط الشرطة بينما كانوا يرددون «لا لارتفاع الأسعار ولا للفساد» و «تونس ومصر والسودان معا كواحدة». اعتقل ضباط الشرطة خمسة وألقت الاحتجاج.
في مظاهرة العبيد 30 يناير ، احتج نحو 500 شخص «ضد الحكومة والمطالبة بالتغيير» في السوق. قامت الشرطة بتفريق المظاهرة باستخدام الغاز المسيل للدموع. في 1 فبراير 2011، تظاهر حوالي 200 طالب  أمام جامعة النيلين في الخرطوم. أوقفت الشرطة المظاهرة. وجرى قمع المزيد من الاحتجاجات ، المقرر إجراؤها في 21 آذار / مارس ، مع بدء أعمالها. في 1 نوفمبر ، خرج المئات من المتظاهرين إلى الشوارع في مدينة كاسالا الشرقية.
اندلعت احتجاجات مكافحة التقشف في 16 يونيو 2012، عندما خرج الناشطون بقيادة الطلاب من جامعة الخرطوم إلى الشوارع للاحتجاج على إجراءات التقشف المخطط لها والأسعار المرتفعة التي أعلنت عنها الحكومة في اليوم الأخير. تتوسع حركة الاحتجاج فيما بعد إلى ما وراء جوهر النشطاء الطلابيين وتنتشر في أنحاء العاصمة الخرطوم إلى جانب مدن أخرى ، مع تصعيد بعض المحتجين لمطالبهم بالدعوة للإطاحة بالحكومة.

## الإمارات العربية المتحدة
وفي دولة الإمارات العربية المتحدة، تقدمت مجموعة من المثقفين إلى حاكمهم لإجراء إصلاح شامل للمجلس الوطني الاتحادي ، بما في ذلك المطالبة بالاقتراع العام. وقع حوالي 160 شخص على العريضة ، وكان العديد منهم أكاديميين وأعضاء سابقين في FNC. وفي 12 إبريل / نيسان ، اتهم أحمد منصور، وهو مدون بارز وناشط مناصر للديمقراطية ، بحيازة الكحول. ووفقاً لمحاميه ، تم اعتقال رجلين آخرين ، مدون ومعلق سياسي ، قبل بضعة أيام ، وهو ما نفته الشرطة. في مايو ، بدأت الحكومة بتوسيع شبكتها من كاميرات المراقبة ، كإجراء وقائي ضد الثورات. في يونيو / حزيران ، اعترف منصور وأربعة ناشطين آخرين في الإصلاح ، بمن فيهم أستاذ الاقتصاد ، ناصر بن غيث،  بأنه غير مذنب بإهانة العائلة الحاكمة ، مما يعرض أمن الدولة للخطر ويعرض الناس للاحتجاج ، بعد توجيه الاتهام إليهم. وفي 13 نوفمبر / تشرين الثاني ، بدأوا إضراباً عن الطعام ،  بينما حكموا في 27 نوفمبر / تشرين الثاني ، وحُكم على أحمد منصور بالسجن ثلاث سنوات ، في حين حُكم على آخرين بالسجن لمدة عامين ، ولكن تم العفو عنهم في اليوم التالي. ] واعتقل ناشط آخر هو أحمد عبد الخالق وألغي حقه في البقاء في الإمارات. في الوقت نفسه ، تم ترحيله إلى تايلاند.

## الصحراء الغربية
في الصحراء الغربية ، نظم الصحراويون الشبان سلسلة من المظاهرات الصغيرة احتجاجا على التمييز في العمل ، والافتقار إلى الوظائف ، ونهب الموارد ، وانتهاكات حقوق الإنسان. على الرغم من أن الاحتجاجات من فبراير 2011 فصاعدا كانت مرتبطة بسلسلة من المظاهرات الصحراوية خارج العيون التي نشأت في أكتوبر 2010 وخمدت في الشهر التالي ، فقد استشهد المحتجون بالإلهام من الأحداث في أجزاء أخرى من المنطقة. نظر نعوم تشومسكي إلى احتجاجات أكتوبر على أنها نقطة البداية التي بدأت منها «موجة الاحتجاجات الحالية».